# Садовський Володимир Артурович
Володимир Артурович Садовський (біл. Уладзімір Артуравіч Садоўскі; нар. 19 березня 1987, Куйбишев, Куйбишевська область, нині — Самара, Самарська область) — білоруський письменник-фантаст краєзнавець і блогер. Відомий краєзнавчими статтями, зокрема на порталах kraj.by і tut.by, та повістю про зомбі в жанрі жахів «1813», який у 2017 році потрапив до короткого списку премії Єжи Ґедройця. Дебютна книга письменника також увійшла до трійки фіналістів у номінації «Проза» літературної премії «Дебют-2017».

## Біографія
Володимир Садовський народився 19 березня 1987 року в місті Куйбишев Куйбишевської області РСФСР. У 1993 році сім'я повертається до Білорусі в місто Молодечно Мінської області.
Закінчив енергетичний факультет Білоруського національного технічного університету (2009). 

## Творчість
Оповідання Володимира Садовського друкувалися в журналах «Молодість», «Дзеяслоў», у газеті «Література і мистецтво».
2017 року в мінському видавництві «Янушкевич» вийшла перша книжка автора, до якої ввійшли оповідання і повість — історичний зомбі-горор «1813».
У 2018 році вийшла збірка фантастичних оповідань автора під назвою «Просто фантастика».
У 2020 році перші два розділи роману «Мінськ 1937» були опубліковані в часописі «Дзеяслоў» №109.

## Нагороди
- Книга «1813» була номінована на премію «Дебют-2017» в категорії «Проза».[5]
- 2017 року повість «1813» потрапила до короткого списку літературної премії імені Єжи Ґедройця.[4]

### Повісті
- «1813» (2017)

### Оповідання
- «Жах на сільському цвинтарі» (рос. «Ужас на деревенском кладбище»; 2007)
- «3,15» (2011)
- «Забий це!» (біл. «Забі гэта!»; 2011)
- «Звичай» (біл. «Звычай»; 2011)
- «Вони існують!» (біл. «Яны ёсць!»; 2011)
- «Оповідь про те, як мій дід-ветеран заколов фашистську свиню» (біл. «Аповед пра тое, як мой дзед-ветэран закалоў фашыстоўскую свінню»; 2012)
- «У мене немає почуттів, але я мушу кохати» (біл. «У мяне няма пачуццяў, але я павінен кахаць»; 2015)
- «Нічний постоялець» (біл. «Начны пастаялец»; 2017)
- «Як у старі добрі часи» (біл. Як у старыя добрыя часіны; 2017)
- «Дарунки богів» (біл. Дарункі багоў; 2018)
- «Місяцехід на переплавку або таємний план Вернера фон Брауна» (біл. «Месяцаход на пераплаўку або таемны план Вернера фон Браўна»; 2018)
- «Стріла Акації» (біл. «Стрэл Акацыі»; 2018)
- «На круки свої» (біл. «На крукі свая»/«На крукі свае»; 2018)
- «День народження» (біл. «Дзень нараджэння»; 2020)
- «Залежність» (біл. «Залежнасць»; 2020)
- «Син вітру» (біл. «Сын ветру»; 2020)
- «Червоне на сірому» (біл. «Чырвонае на шэрым»; 2020)
- «Я не знаю, що буде завтра» (біл. «Я не знаю, што будзе заўтра»; 2020)
- «Лабіринти безіменного міста» (біл. «Лабірынты безыменнага горада»; 2020)

### Збірки
- «1813» (2017)
  - «1813» (2017)
  - «Забий це!» (біл. «Забі гэта!»; 2011)
  - «Звичай» (біл. «Звычай»; 2011)
  - «Як у старі добрі часи» (біл. Як у старыя добрыя часіны; 2017)
  - «У мене немає почуттів, але я мушу кохати» (біл. «У мяне няма пачуццяў, але я павінен кахаць»; 2015)
  - «Нічний постоялець» (біл. «Начны пастаялец»; 2017)
- «Просто фантастика» (біл. «Проста фантастыка»; 2018)
  - «Залежність» (біл. «Залежнасць»; 2020)
  - «3,15» (біл. «3,15»; 2011)
  - «Червоне на сірому» (біл. «Чырвонае на шэрым»; 2020)
  - «Дарунки богів» (біл. Дарункі багоў; 2018)
  - «День народження» (біл. «Дзень нараджэння»; 2020)
  - «Місяцехід на переплавку або таємний план Вернера фон Брауна» (біл. «Месяцаход на пераплаўку або таемны план Вернера фон Браўна»; 2018)
  - «Вони існують!» (біл. «Яны ёсць!»; 2011)
  - «Син вітру» (біл. «Сын ветру»; 2020)
  - «Стріла Акації» (біл. «Стрэл Акацыі»; 2018)
  - «Лабіринти безіменного міста» (біл. «Лабірынты безыменнага горада»; 2020)
  - «На круки свої» (біл. «На крукі свая»/«На крукі свае»; 2018)